# Viola Dana

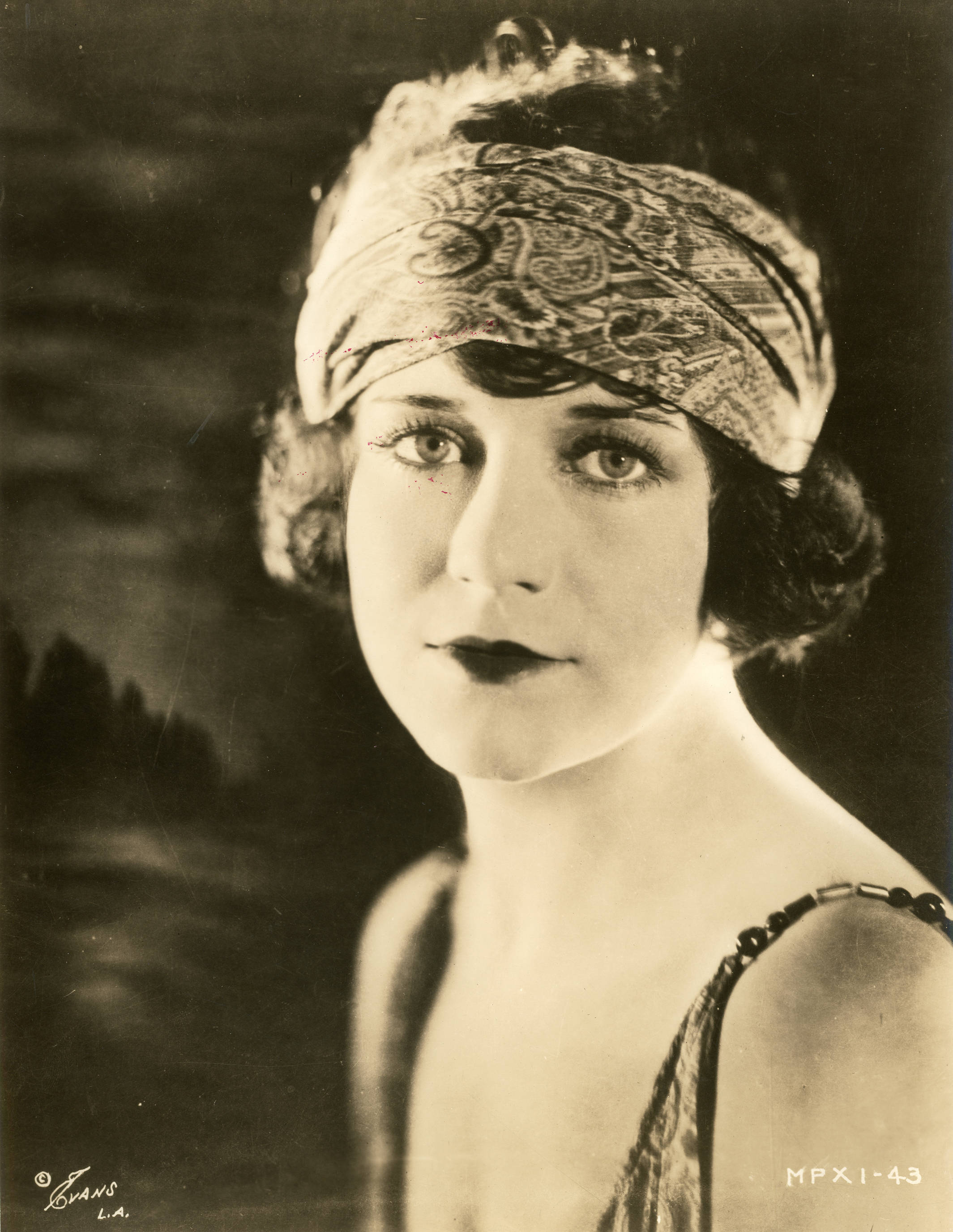
Viola Dana

Viola Dana (narozena jako Virginia Flugrathová; 26. června 1897 Brooklyn – 3. července 1987 Los Angeles) byla americká filmová herečka, která dosáhla úspěchu v éře němého filmu. Objevila se ve více než 100 filmech, ale nepodařil se jí přechod na zvukové filmy.

## Mládí
Virginia Flugrath se narodila 26. června 1897 v Brooklynu v New Yorku, kde také vyrůstala. Matka byla rodilá Newyorčanka, aztímco otec měl česko-polské kořeny. Byla prostřední ze tří sester, které se všechny staly herečkami – starší byla Edna Flugrath a mladší Shirley Mason.
Vystupovala (již pod jménem Viola Dana) v broadwayské hře The Poor Little Rich Girl od Eleanor Gatesové a ve vaudevillu s Dustinem Farnumem ve hře The Little Rebel.

## Kariéra

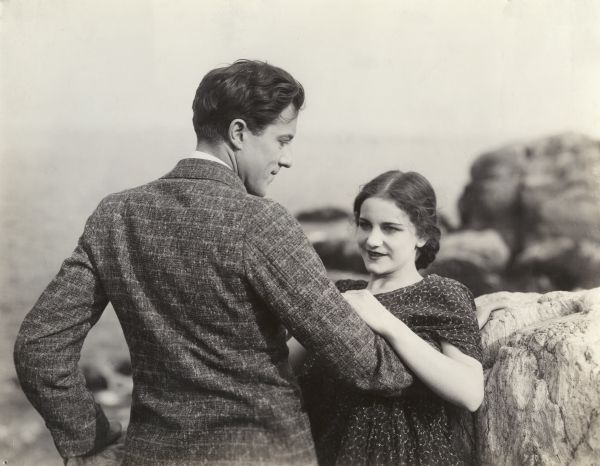
Robert Walker a Viola Dana (1917)

Pod uměleckým jménem Viola Dana vstoupila do světa filmu v roce 1910 a objevila se například ve snímku A Christmas Carol (1910). Její první film byl natočen v bývalé jezdecké akademii v Manhattanu na West 61st Street, kde byly boxy pro koně přestavěny na šatny. Dana se stala hvězdou společnosti Edison Manufacturing Company, kde pracovala v jejím studiu v Bronxu. Zamilovala se do režiséra studia, Johna Hancocka Collinse, a v roce 1915 se vzali.

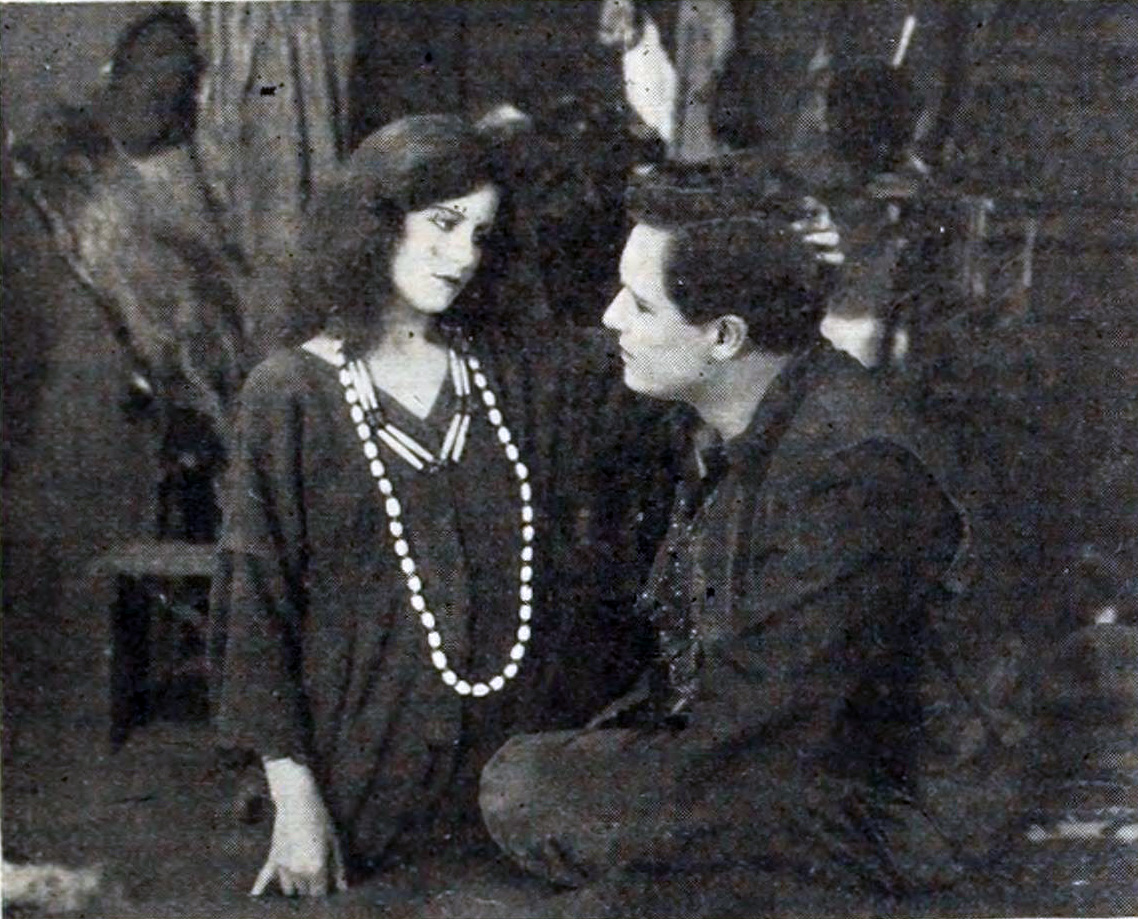
The Flower of No Man's Land

Dana díky úspěchu ve Collinsových filmech pro Edison, jako byly Children of Eve (1915) a The Cossack Whip (1916), upoutala pozornost producenta B.A. Rolfa, který páru nabídl lukrativní smlouvy s jeho společností Rolfe Photoplays, jež distribuovala Metro Pictures Corporation. Dana a Collins nabídku přijali a natočili pro ně několik filmů. Rolfe však uzavřel své studio kvůli pandemii španělské chřipky v roce 1918 a většinu zaměstnanců poslal do Kalifornie. Dana odjela dříve než Collins, který dokončoval práci ve studiu. Díky tomu unikla nákaze, zatímto Collins na chřipu zemřel.
Dana zůstala v Kalifornii a v průběhu 20. let natáčela pro Metro, její popularita však postupně upadala. Jednou z jejích posledních rolí byla ve filmu That Certain Thing (1928), prvním snímku Franka Capry pro společnost Columbia Pictures.
Kyž se v roce 1933 napodledy se objevila ve filmu, měla na kontě více než 100 rolí.

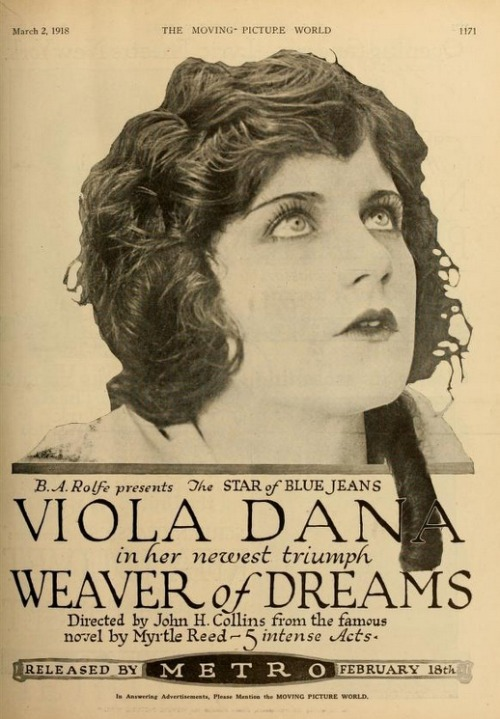
A Weaver of Dreams

Krátce se vrátila z důchodu, aby si v roce 1956 zahrála svou jedinou televizní roli v malé části seriálu Lux Video Theatre. Více než 50 let po odchodu do důchodu se Dana objevila v dokumentárním seriálu Hollywood (1980) od Kevina Brownlowa a Davida Gilla, kde hovořila o své kariéře hvězdy němého filmu. Záběry z tohoto rozhovoru byly později použity v dalším dokumentárním seriálu téhož týmu, Buster Keaton: A Hard Act to Follow (1987).

## Osobní život
Prvním manželem Dany byl režisér John Collins, který zemřel během chřipkové pandemie v roce 1918. V roce 1920 začala mít poměr s Ormerem "Lockem" Locklearem, letcem, válečným veteránem a nadějnou filmovou hvězdou. Ten zemřel 2. srpna 1920, když se jeho letadlo zřítilo během nočního natáčení filmu The Skywayman. Ačkoli byl ženatý, chodil s Danou, a noc před smrtí jí v předtuše daroval některé své osobní věci. Dana byla svědkem této havárie a po 25 let se již neposadila do letadla. Locklear byl údajně předlohou pro postavu Walda Peppera, kterého hrál Robert Redford ve filmu The Great Waldo Pepper (1975).
V červnu 1925 se Dana provdala za hereckou hvězdu a fotbalistu, Maurice "Lefty" Flynna. V únoru 1929 se rozvedli. Její třetí a poslední manželství bylo s golfistou Jimmym Thomsonem od roku 1930 do března 1945. V pozdějších letech dobrovolně pracovala v Motion Picture & Television Country House and Hospital a v roce 1979 se tam natrvalo přestěhovala. Rok před svou smrtí, v roce 1986, se stala tématem dokumentárního filmu od Anthonyho Slidea, Vi: Portrait of a Silent Star, ve kterém hovoří o svém životě a kariéře.
Dana zemřela 3. července 1987 v Motion Picture & Television Country House and Hospital v Woodland Hills v Los Angeles ve věku 90 let.

## Odkaz
Za svůj přínos filmovému průmyslu má hvězdu na Hollywoodském chodníku slávy na adrese 6541 Hollywood Boulevard.

## Filmografie
- A Christmas Carol (1910)
- Children Who Labor (1912)
- The Immigrant's Older Daughter (1912)
- The Butler and the Maid (1912)
- The Statue (1912)
- How Father Accomplished His Work (1912)
- The Second Daughter (1912)
- The Lord and the Peasant (1912)
- Mary's Sister (1912)
- The Third Thanksgiving (1912)
- Molly the Drummer Boy (1914)
- Molly Mason (1914)
- My Friend from India (1914)
- Gertie Underholt (1914)
- Treasure Trove (1914)
- Cora Fairfield (1914)
- The Blind Fiddler (1914)
- The Fairy (1914)
- The Adventure of the Hasty Elopement (1914)
- Ruth (1914)
- Seth's Sweetheart (1914)
- Sally (1914)
- Who Goes There? (1914)
- Kate - Toppy's Sweetheart (1914)
- Lena (1915)
- Euphemia Miggles (1915)
- A Thorn Among Roses (1915)
- The Stone Heart (1915)
- Nan Cowles (1915)
- The Glory of Clementina (1915)
- Etta Concanna (1915)
- A Spiritual Elopement (1915)
- Evelyn Banks (1915)
- The Portrait in the Attic (1915)
- Thelma (1915)
- A Theft in the Dark (1915)
- Lady Genevieve (1915)
- The Stoning (1915)
- Ruth Fenton (1915)
- The Slavey Student (1915)
- Alma Picket (1915)
- Her Happiness (1915)
- Viola Winters (1915)
- The Strange Case of Poison Ivy (1933)
- The House of the Lost Court (1915)
- Cohen's Luck (1915)
- On Dangerous Paths (1915)
- Gladiola (1915)
- Children of Eve (1915)
- The Innocence of Ruth (1916)
- The Flower of No Man's Land (1916)
- The Light of Happiness (1916)
- The Gates of Eden (1916)
- The Cossack Whip (1916)
- Threads of Fate (1917)
- Rosie O'Grady (1917)
- The Mortal Sin (1917)
- God's Law and Man's (1917)
- Lady Barnacle (1917)
- Aladdin’s Other Lamp (1917)
- The Girl Without A Soul (1917)
- Blue Jeans (1917)
- The Winding Trail (1918)
- A Weaver of Dreams (1918)
- Breakers Ahead (1918)
- Riders of the Night (1918)
- The Only Road (1918)
- Opportunity (1918)
- Flower of the Dusk (1918)
- The Gold Cure (1919)
- Satan Junior (1919)
- The Parisian Tigress (1919)
- False Evidence (1919)
- Some Bride (1919)
- The Microbe (1919)
- Please Get Married (1919)
- The Willow Tree (1920)
- Dangerous to Men (1920)
- The Chorus Girl's Romance (1920)
- Blackmail (1920)
- Cinderella's Twin (1920)
- The Off-Shore Pirate (1921)
- Puppets of Fate (1921)
- Home Stuff (1921)
- Life's Darn Funny (1921)
- The Match-Breaker (1921)
- There Are No Villains (1921)
- The Fourteenth Lover (1922)
- Glass Houses (1922)
- Seeing's Believing (1922)
- They Like 'Em Rough (1922)
- The Five Dollar Baby (1922)
- June Madness (1922)
- Love in the Dark (1922)
- Crinoline and Romance (1923)
- Her Fatal Millions (1923)
- Hollywood (1923)
- Rouged Lips (1923)
- The Social Code (1923)
- In Search of a Thrill (1923)
- A Noise in Newboro (1923)
- The Heart Bandit (1924)
- Don't Doubt Your Husband (1924)
- The Beauty Prize (1924)
- Revelation (1924)
- Merton of the Movies (1924)
- Open All Night (1924)
- Along Came Ruth (1924)
- As Man Desires (1924)
- Forty Winks (1925)
- The Necessary Evil (1925)
- Winds of Chance (1925)
- The Great Love (1925)
- Wild Oats Lane (1926)
- Bigger Than Barnum's (1926)
- Kosher Kitty Kelly (1926)
- The Ice Flood (1926)
- The Silent Lover (1926)
- Bred in Old Kentucky (1926)
- Home Struck (1927)
- Salvation Jane (1927)
- Naughty Nanette (1927)
- Lure of the Night Club (1927)
- That Certain Thing (1928)
- Two Sisters (1929)
- One Splendid Hour (1929)
- The Show of Shows (1929)